# Античен град (Ангиста)
Античният град край гръцкото село Ангиста (на гръцки: Αρχαία πόλη Αγγίστας)  е античен гръцки град, чиято идентификация остава проблематична. Разположен е на територията на съвременния дем Амфиполи.

## Местоположение
На нисък хълм близо до южния бряг на река Драматица, североизточно от село Ангиста са разположени руините на античния град.

## История
Повърхностните отломки определят, че е съществувал от V век пр. Хр. до XIV век сл. Хр. Градът е бил един от най-важните в днешния Серски район. Случайни находки от района очертават гробищата на античния град в низината край съвременното селище. Към гробищата на този град принадлежат и две македонски гробници. Едната е на хълма, в южния край на селището. Има храмовидна фасада и се състои от вестибюл и зала. Датира от III век. пр. Хр. Втората се намира в източните покрайнини на селището.
В римско време районът е бил част от хинтерланда на римската колония Филипи. Римските колонисти се заселват като земеделци в околната равнина и на първите възвишения, създавайки общини и села. Латинските надписи, разпръснати из равнината на Филипи и по склоновете на планината Кушница, свидетелстват за местата на тяхното заселване.
В античния град са разкопани руините на римска вила. Имението, което заема площ от 1100 m2, се състои от официалните стаи (триклинион), атриума, комплекс от малки стаи и осмоъгълна кула в югозападния ъгъл. Триклиниумът се състои от голяма зала, която завършва с полукръгла арка и е фланкирана от пет стаи, три от северната и две от южната страна. Атриумът се състои от три аркади. Комплексът от спомагателни помещения се състои от шест неравномерни пространства с отделен вход. Повечето от стаите са с мозаечни подове, които са запазени в лошо състояние. Оцелелите секции показват разнообразие в разпределението на декоративните теми. Преобладават геометричните мотиви, разделени с летвични рамки. Доминиращите цветове са синьо, бяло, червено и жълто. Почти в средата на триклиниума е открит изграден кладенец с осмоъгълен план. Тухлената конструкция обхваща осмоъгълен басейн, чиито стени са облицовани с мраморни плочи. От югоизток на кладенеца започва водопровод, изграден по права линия към югоизточния му ъгъл.